# ブルーノ・カニーノ
ブルーノ・カニーノ（Bruno Canino, 1935年12月30日 ナポリ - ）は、イタリアのピアニスト・作曲家。

## 略歴
地元ナポリでヴィンチェンツォ・ヴィターレにピアノを師事。ミラノ音楽院でエンツォ・カラーチェやブルーノ・ベッティネッリらに師事してピアノと作曲を学ぶ。1956年と1958年にブゾーニ国際ピアノコンクールに、1960年にはダルムシュタット・クラーニヒシュタイナー音楽賞演奏部門の第2等に入賞した。
ソリストや室内楽奏者、伴奏者として国際的に速やかに名を揚げ、これまでにイツァーク・パールマンやサルヴァトーレ・アッカルド、ヴィクトリア・ムローヴァ、ピエール・アモワイヤル、ウート・ウーギ、リン・ハレルらと共演してきた。また、ヴァイオリニストのマリーナ・シルブやチェリストのロッコ・フィリッピーニとともに、ミラノ三重奏団を結成している。アントニオ・バリスタと組んだピアノデュオは当時世界で最も優れたピアノデュオとしてルチアーノ・ベリオ、ジェルジ・リゲティの激賞を受け、録音もかなり残されている。
現代音楽の熱心な支持者でもあり、ベリオやマウリツィオ・カーゲル、ヴォルフガング・リーム、ヤニス・クセナキスらに作品を献呈されている。自らも数々のピアノ曲や室内楽曲を作曲しているが、作品発表はさほど多くない。演奏する曲目は古典のほうが比重が多く、現代音楽のみのリサイタルは前衛の停滞が叫ばれて以降ほとんどおこなっていない。
1999年から2001年までヴェネツィア・ビエンナーレの音楽監督を担当した。主要な録音の一つに、ドビュッシーとカゼッラのピアノ曲全集や『ゴルトベルク変奏曲』がある。ムローヴァと共演したリサイタルの録音は、エジソン賞を獲得した。キャシー・バーベリアンを伴奏した音源も存在する。

## 日本との関わり
日本とはつながりが古くからあり、日本のレーベルで録音、日本人の弟子と共演、草津のフェスティバルに呼ばれるなど拠点としていた。いずみホールで『ゴルトベルク変奏曲』を演奏したこともある。